# Выржиковский, Эдвард Яковлевич
Выржиковский Эдвард Яковлевич (18 апреля 1928, Иркутск — 30 апреля 2008, Санкт-Петербург) — российский советский живописец, Заслуженный художник Российской Федерации, член Санкт-Петербургского Союза художников (до 1992 года — Ленинградской организации Союза художников РСФСР).

## Биография
Эдвард Яковлевич Выржиковский родился 18 апреля 1928 года в Иркутске. В 1948 году окончил в Ленинграде Среднюю художественную школу при Академии художеств СССР. В том же году поступил на отделение живописи Ленинградского института живописи, скульптуры и архитектуры имени И. Е. Репина, учился у Петра Белоусова, Александра Зайцева. В 1954 году окончил институт по мастерской профессора Бориса Иогансона с присвоением квалификации художника живописи. Дипломная работа — картина «В обеденный перерыв».
Участвовал в выставках с 1952 года, экспонируя свои работы вместе с произведениями ведущих мастеров изобразительного искусства Ленинграда. Писал жанровые картины, пейзажи, портреты, натюрморты. В 1957 году был принят в члены Ленинградского Союза художников. 
Принимал активное участие в всесоюзных и международных выставках, выполнении государственных заказов. 
Член бюро секции живописи, член экспертного совета ХФ РСФСР, член Центрального художественного Совета Всесоюзной художественной лотереи. 
В 2001 Эдварду Яковлевичу было присвоено звание Заслуженного художника России. 
Произведения Эдварда Выржиковского находятся в галерях и частных собраниях России, Великобритании, Венесуэле, Китае, США, Германии,  Италии, Финляндии,  Японии и др стран. 
Собрания в России, имеющие картины Эдварда Выржиковского: Музей-заповедник Михайловское, музей Суворова (Санкт-Петербург), галерея Дейнеки (Курск), Национальная галерея республики Коми,  Белгородский областной музей, Музей изобразительных искусств республики Карелия, Галерея живописи XX века (Санкт-Петербург). 
Среди произведений, созданных художником, картины «Фонтанка» (1952), «Осенний день» (1954), «Последняя сирень» (1955), «Май», «Купавы» (обе 1956), «Исаакиевская площадь», «Весна в деревне», «Старый Волочёк», «Ручей» (все 1957), «Начало мая», «Подмосковье», «Зимний Волочёк» (все 1958), «Древний Псков», «Весенний дождик», «Вышний Волочёк» (все 1959), «Зима в Изборске», «Псковский мотив» (обе 1960), «Каток», «Начало зимы. Торжок», «На окраине», «Заводской стадион» (все 1961), «Ростов. Кремль», «Псков. Кремль» (обе 1962), «Март», «Весной», «Суздаль. Выпал снег», «Загорск. Зима» (все 1964), «Весна в Торжке», «Ручей», «Торжок. Кремль» (все 1965), «Москва. Кремлёвские соборы», «Тригорское. Верхний пруд», «Савкино. Весенний день» (все 1969), «Ленинград. На Неве», «Весна на Волге. Тутаев» (обе 1975), «Под Волоколамском» (1977), «Пасмурный день», «Тутаев. На древнем городище» (обе 1978), «Ярославль», «Москва. Кремль», «На Волге. Май» (все 1980), «Зимой в Романово-Борисоглебске» (1996) и другие. В 1989—1992 годах работы Э. Я. Выржиковского с успехом были представлены на выставках и аукционах русской живописи L' Ecole de Leningrad во Франции.

## Выставки
- 1956 год (Ленинград): Осенняя выставка произведений ленинградских художников.
- 1957 год (Ленинград): 1917—1957. Выставка произведений ленинградских художников.
- 1958 год (Ленинград): Осенняя выставка произведений ленинградских художников.
- 1960 год (Ленинград): Выставка произведений ленинградских художников 1960 года.
- 1960 год (Ленинград): Выставка произведений ленинградских художников.
- 1960 год (Москва): Советская Россия. Республиканская художественная выставка.
- 1961 год (Ленинград): Выставка произведений ленинградских художников, открылась в залах Государственного Русского музея.
- 1962 год (Ленинград): Осенняя выставка произведений ленинградских художников.
- 1964 год (Ленинград): Ленинград. Зональная выставка.
- 1965 год (Ленинград): Весенняя выставка произведений ленинградских художников.
- 1965 год (Москва): Советская Россия. Вторая Республиканская художественная выставка.
- 1969 год (Ленинград): Весенняя выставка произведений ленинградских художников.
- 1975 год (Ленинград): Наш современник. Зональная выставка произведений ленинградских художников.
- 1976 год (Москва): Изобразительное искусство Ленинграда.
- 1978 год (Ленинград): Осенняя выставка произведений ленинградских художников.
- 1980 год (Ленинград): Зональная выставка произведений ленинградских художников.
- Декабрь 1991 года (Париж): Выставка «Русские шедевры».
- 1997 год (Санкт-Петербург): Связь времён. 1932—1997. Художники — члены Санкт-Петербургского Союза художников России.